# Watchman Nee
Watchmann Nee, även känd som Ni Tuosheng, född 4 november 1903 i Shantou, Guangdong, död 30 maj 1972 i Guangde, Anhui, var en kinesisk kristen predikant. Han förföljdes av den kommunistiska regimen och tillbringade de 20 sista åren av sitt liv i fångenskap.

## Biografi
Som 17-åring lyssnade Nee till en evangelist, Dora Yu(en) (1873–1931). Han upplevde sitt andliga uppvaknande och fattade beslutet att helhjärtat överlåta sig åt Jesus Kristus. Ett år senare träffade han en äldre kvinnlig missionär från England, Margaret E. Barber(en) (1866–1930), som blev hand andlige vägledare.
Han var verksam i Shanghai där han var ledare för församlingen Den lilla hjorden. Han tillbringade tjugo år av sitt liv i kinesiska fängelser på grund av sin kristna tro.
Nee var i början med bland Plymouthbröderna, men blev utesluten eftersom han delade nattvard med kristna utanför rörelsen. 
Han var mycket påverkad av Jessie Penn-Lewis och Madame Guyon, och överhuvudtaget står han i Helgelserörelsens tradition. 
Han utvecklade, inspirerad av Penn-Lewis, en egenartad mystisk psykologi, särskilt i böckerna "The spiritual Man", "The release of the Spirit" och "The latent power of the soul", en psykologi som betytt mycket för kritiker av nutida karismatisk kristendom. 
I mars 1952 arresterades och fängslades Watchman Nee för sin tro. Han blev kvar i fängelset fram till sin död 1972, och fick endast ta emot besök av sin hustru. I sitt allra sista brev, skrivet samma dag som han dog, talar Nee om sin ”glädje i Herren”, och skrev ”Trots min sjukdom, är mitt hjärta fyllt av glädje.”